# Grand Prix-wegrace van Frankrijk 1963
De Grand Prix-wegrace van Frankrijk 1963 was de derde Grand Prix van het wereldkampioenschap wegrace voor motorfietsen in het seizoen 1963. De races werden verreden op 2 juni op het Circuit de Charade nabij Clermont-Ferrand. In deze Grand Prix waren de 250cc-klasse, de 125cc-klasse, de 50cc-klasse en de zijspanklasse gepland, maar zowel de 250cc-race als de zijspanrace werden afgelast vanwege dichte mist.

## Algemeen
Door de dichte mist die opkwam na een storm kwamen de 250cc-race en de zijspanrace te vervallen. Tijdens de trainingen voor de 250cc-klasse kwam de Fransman Marcelin Herranz om het leven.

## 125cc-klasse
| Pos | Coureur              | Merk     | Tijd     | Pnt |
| --- | -------------------- | -------- | -------- | --- |
| 1   | Hugh Anderson        | Suzuki   | 53"47'1  | 8   |
| 2   | Jim Redman           | Honda    | +38'0    | 6   |
| 3   | Luigi Taveri         | Honda    | +52'5    | 4   |
| 4   | Frank Perris         | Suzuki   | +53'1    | 3   |
| 5   | Tommy Robb           | Honda    | +1"39'8  | 2   |
| 6   | Ernst Degner         | Suzuki   | +1"53'8  | 1   |
| 7   | Jean-Pierre Beltoise | Bultaco  | +3"55'7  |     |
| 8   | Dave Simmonds        | Tohatsu  | +1 ronde |     |
| 9   | Peter Eser           | Honda    | +1 ronde |     |
| 10  | Juan García          | Lube-NSU | +1 ronde |     |

| Coureur              | Merk    | Oorzaak |
| -------------------- | ------- | ------- |
| Alberto Gómez        | Zanella | [ 1 ]   |
| Aldo Caldarella      | Bultaco | [ 1 ]   |
| Héctor Pochettino    | Bultaco | [ 1 ]   |
| Horacio Maffia       | Ducati  | [ 1 ]   |
| Juan Carlos Salatino | Zanella | [ 1 ]   |

| Coureur             | Merk    |
| ------------------- | ------- |
| Bert Schneider      | Suzuki  |
| Mike Duff           | Bultaco |
| Stanislav Malina    | CZ      |
| Werner Musiol       | MZ      |
| Francisco González  | Bultaco |
| Alan Shepherd       | MZ      |
| Gary Dickinson      | Honda   |
| Peter Inchley       | EMC     |
| John Grace          | Bultaco |
| László Szabó        | MZ      |
| Giuseppe Visenzi    | Honda   |
| Kunimitsu Takahashi | Honda   |
| Mitsuo Itoh         | Suzuki  |

### Top tien tussenstand 125cc-klasse
| Pos | Coureur             | Merk    | Pnt |
| --- | ------------------- | ------- | --- |
| 1   | Luigi Taveri        | Honda   | 15  |
| 2   | Hugh Anderson       | Suzuki  | 14  |
| 3   | Jim Redman          | Honda   | 12  |
| 4   | Ernst Degner        | Suzuki  | 9   |
| 5   | László Szabó        | MZ      | 4   |
| 6   | Peter Inchley       | EMC     | 3   |
| 6   | Frank Perris        | Suzuki  | 3   |
| 8   | Francisco González  | Bultaco | 2   |
| 8   | Kunimitsu Takahashi | Honda   | 2   |
| 8   | Tommy Robb          | Honda   | 2   |

## 50cc-klasse
| Pos | Coureur              | Merk     | Tijd    | Pnt |
| --- | -------------------- | -------- | ------- | --- |
| 1   | Hans Georg Anscheidt | Kreidler | 39"46'3 | 8   |
| 2   | Ernst Degner         | Suzuki   | +22'6   | 6   |
| 3   | Michio Ichino        | Suzuki   | +23'6   | 4   |
| 4   | José Maria Busquets  | Derbi    | +1"13'7 | 3   |
| 5   | Jean-Pierre Beltoise | Kreidler | +2"31'6 | 2   |
| 6   | Alberto Pagani       | Kreidler | +3"53'1 | 1   |

| Coureur            | Merk     | Oorzaak    |
| ------------------ | -------- | ---------- |
| Karaber Samardjian | Suzuki   | [ 1 ]      |
| Raúl Kissling      | Kreidler | [ 1 ]      |
| Luigi Taveri       | Honda    | Teambeleid |
| Sadao Shimazaki    | Honda    | Teambeleid |
| Gastón Biscia      | Suzuki   | [ 1 ]      |

| Coureur          | Merk    |
| ---------------- | ------- |
| César Gracia     | Ducson  |
| Matti Salonen    | Prykija |
| Ian Plumridge    | Honda   |
| Isao Morishita   | Suzuki  |
| Mitsuo Itoh      | Suzuki  |
| Shunkishi Masuda | Suzuki  |
| Hugh Anderson    | Suzuki  |

### Top tien tussenstand 50cc-klasse
| Pos | Coureur              | Merk     | Pnt |
| --- | -------------------- | -------- | --- |
| 1   | Hans Georg Anscheidt | Kreidler | 19  |
| 2   | Hugh Anderson        | Suzuki   | 14  |
| 3   | Ernst Degner         | Suzuki   | 10  |
| 4   | Isao Morishita       | Suzuki   | 9   |
| 5   | José Maria Busquets  | Derbi    | 7   |
| 6   | Michio Ichino        | Suzuki   | 5   |
| 7   | Alberto Pagani       | Kreidler | 3   |
| 8   | Mitsuo Itoh          | Suzuki   | 2   |
| 8   | Jean-Pierre Beltoise | Kreidler | 2   |
| 10  | César Gracia         | Ducson   | 1   |

1920 · 1921 · 1922 · 1923 · 1924 · 1925 · 1926 · 1927 · 1928 · 1929 · 1930 · 1931 · 1932 · 1933 · 1935 · 1936 · 1937 · 1938 · 1939 · 1949 · 1951 ·  1953 · 1954 · 1955 · 1958 · 1959 · 1960 · 1961 · 1962 · 1963 · 1964 · 1965 · 1966 · 1967 · 1969 · 1970 · 1972 · 1973 · 1974 · 1975 · 1976 · 1977 · 1978 · 1979 · 1980 · 1981 · 1982 · 1983 · 1984 · 1985 · 1986 · 1987 · 1988 · 1989 · 1990 · 1991 · 1992 · 1994 · 1995 · 1996 · 1997 · 1998 · 1999 · 2000 · 2001 · 2002 · 2003 · 2004 · 2005 · 2006 · 2007 · 2008 · 2009 · 2010 · 2011 · 2012 · 2013 · 2014 · 2015 · 2016 · 2017 · 2018 · 2019 · 2020 · 2021 · 2022 · 2023 · 2024 · 2025